# Rancho Viejo
Rancho Viejo é uma cidade  localizada no estado norte-americano de Texas, no Condado de Cameron.

## Demografia
Segundo o censo norte-americano de 2000, a sua população era de 1754 habitantes.
Em 2006, foi estimada uma população de 1814, um aumento de 60 (3.4%).

## Geografia
De acordo com o United States Census Bureau tem uma área de
5,9 km², dos quais 5,5 km² cobertos por terra e 0,4 km² cobertos por água.

## Localidades na vizinhança
O diagrama seguinte representa as localidades num raio de 12 km ao redor de Rancho Viejo.